# Agathe Bunz
Agathe Maria Bunz (* 13. August 1929 in Kronberg im Taunus; † 30. August 2006 in Hamburg) war eine deutsche Fotografin und Malerin.

## Leben und Werk
Nach einer Goldschmiedelehre mit Gesellenbrief im Jahr 1950 in Schwäbisch Gmünd begann Bunz 1958 ein Studium in Fotografie und Schriftkunst an der Hochschule für bildende Künste in Hamburg. Dort lehrte ihr Ehemann Werner Bunz als Dozent für Schriftgrafik. Agathe Bunz war als Bildreporterin für die Zeitschrift „Kristall. Die außergewöhnliche Illustrierte“ aus dem Verlag Axel Springer in Hamburg von 1962 bis zur Einstellung der Illustrierten im Jahr 1966 tätig. Ihr Schwerpunkt bei „Kristall“ waren kunstgeschichtliche Themen.
Ab 1967 verlegte Agathe Bunz ihren Lebensmittelpunkt auf die griechische Insel Lesbos und ließ sich in Mytilini bis 1987 als Malerin nieder. Ihre vorwiegend in Öl geschaffenen Gemälde zeigen vor allem Landschaftsmotive der Insel Lesbos. Ihre letzten beiden Lebensjahrzehnte verbrachte Agathe Bunz wieder in Hamburg.
Dort ist sie 2006 im Alter von 77 Jahren gestorben und ruht auf dem Friedhof Ohlsdorf westlich von Kapelle 10 (Planquadrat N 29).

## Ausstellungen
- 1981: Agathe Bunz – Lesbos, Landschaften, Ausstellung vom 28. April – 30. Juni 1981 Glyptothek München, München[2]
- 1981: Agathe Bunz – Ausstellung, „Lesbos. Landschaften“, bis 28. Juni 1981 in der Galerie im Rathaus, Berlin-Tempelhof[3]
- 1985: Agathe Bunz – Ausstellung, Overbeck-Gesellschaft Lübeck
- 1989: Agathe Bunz – Ausstellung, Spielbank Hamburg